# Uszajka
Uszajka (ros. Ушайка) – niewielka rzeka w azjatyckiej części Rosji, prawy dopływ Tomu. Przepływa przez obwód tomski. Źródła na północnych odnogach Ałatau Kuźnieckiego. Długość rzeki 78 km, z tego 10 km w granicach Tomska.
Miejscowości leżące nad rzeką: Arkaszewo, Bolszoje Protopopowo, Małoje Protopopowo, Mirnyj, Zawarzino. W ujściu do Tomu leży Tomsk.
Jednym z większych dopływów jest Mała Uszajka, który wpada do Uszajki w okolicach wsi Zawarzino.